# Site antique de Sanxay
Le site antique de Sanxay est un site qui regroupe plusieurs constructions datées des Ier et IIe siècles, situé sur le territoire de la commune de Sanxay, dans le département de la Vienne, en France.
Il est présenté, en ce début du XXIe siècle, comme un vaste sanctuaire rural lié au culte des eaux guérisseuses s'articulant autour d'un temple sur un plan octogonal peu courant, d'un amphithéâtre gallo-romain ou des thermes de cure, associés à des bâtiments probablement destinés à accueillir les curistes. Le site, beaucoup plus vaste que ne le laissent supposer les vestiges visibles en 2015 car il s'étendait sur au moins vingt hectares, a été fouillé entre 1881 et 1883 par le père Camille de La Croix, mais il fut remblayé à l'issue des fouilles ; seuls sont visibles le temple, l'amphithéâtre et le sanctuaire des eaux, classés dès 1882 comme monuments historiques.

## Localisation
Les vestiges du site se trouvent au lieudit les Craches, hameau d'Herbord, à l'ouest du territoire communal de Sanxay, en limite du département des Deux-Sèvres. La Vonne, affluent du Clain, traverse le site. La plupart des aménagements antiques sont situés dans l'anse d'un méandre de la rivière, sur la rive gauche ; seuls l'amphithéâtre et un petit temple prennent place sur la rive droite. Les vestiges sont répartis, en l'état actuel des connaissances, sur 20 hectares.

## Description

### Le temple

Restitution du temple.

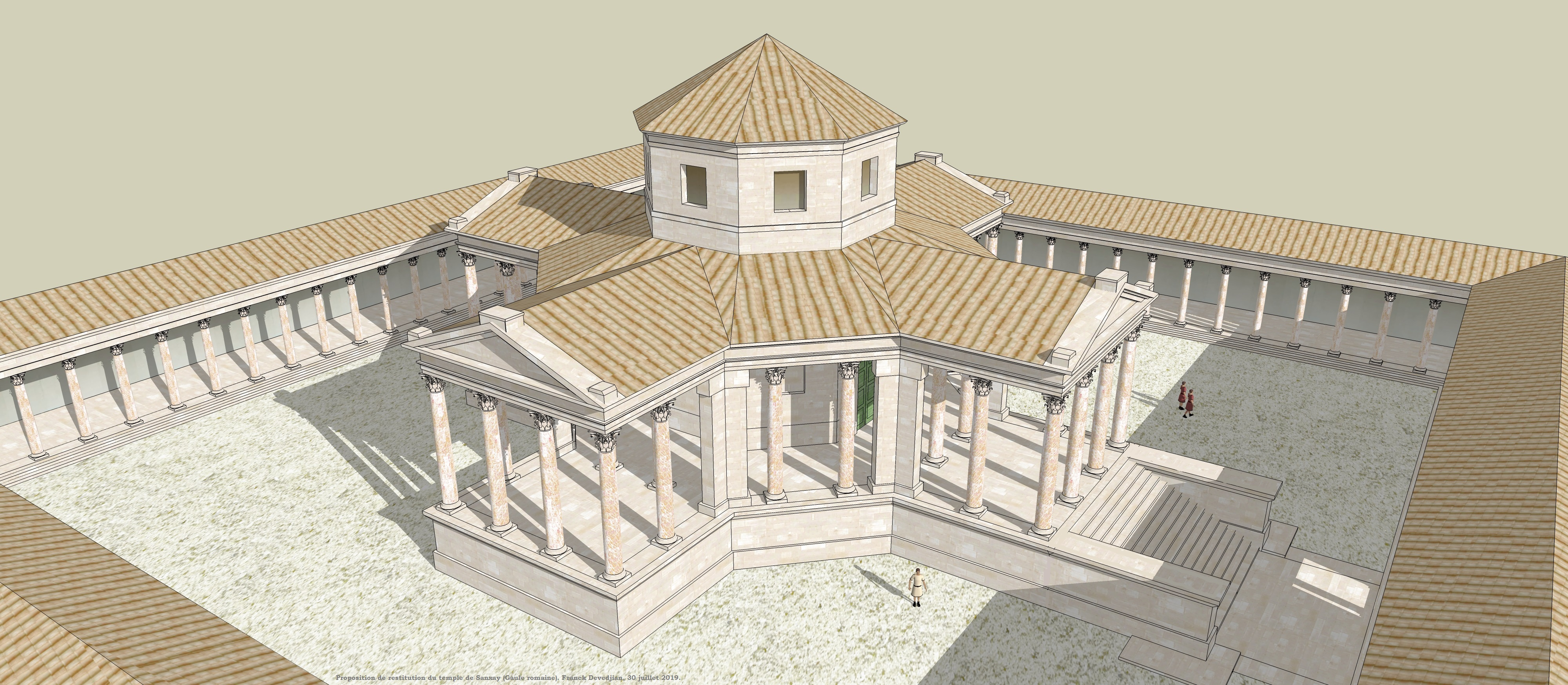
Proposition de restitution du temple de Sanxay, Gaule romaine.

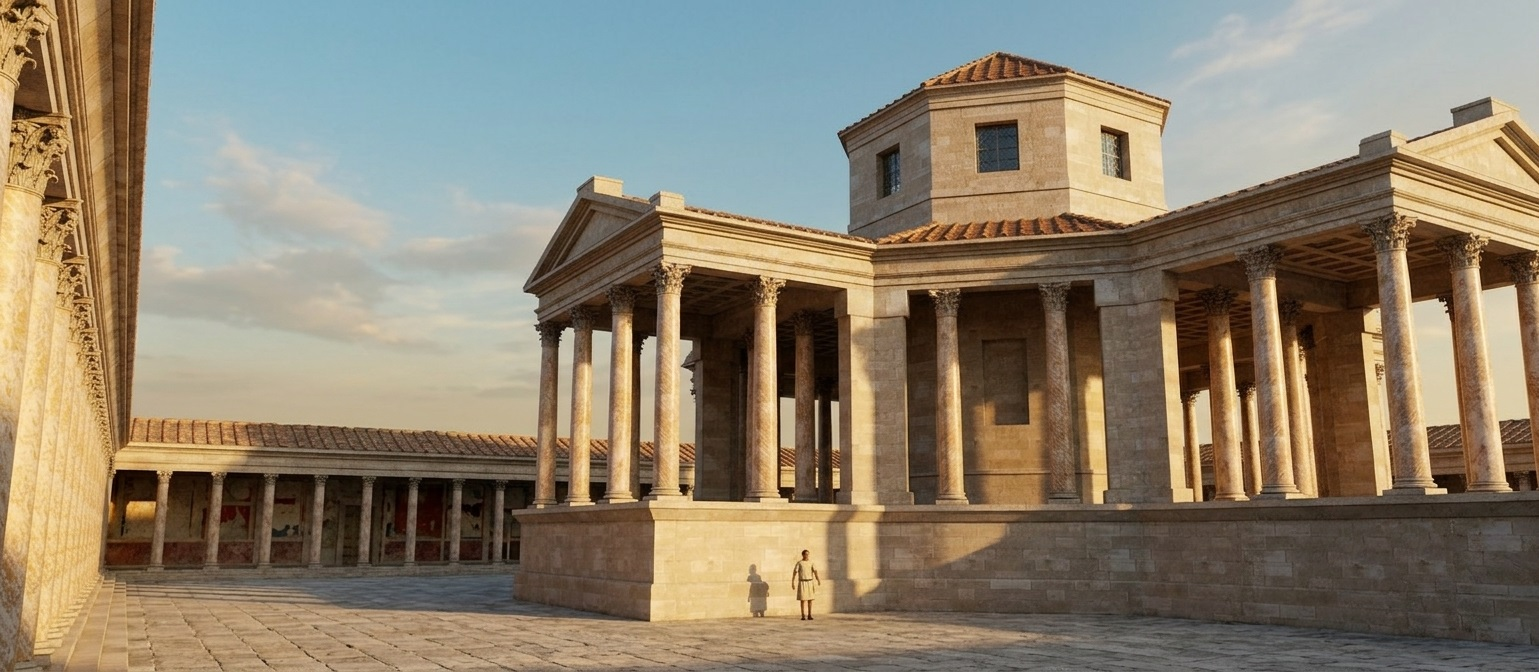
Vue du temple de Sanxay depuis le portique

Le temple de Sanxay présente un plan original : la cella est de forme octogonale, disposition parfois rencontrée en Gaule. Elle pourrait s'inscrire dans un cercle de 13 m et être couverte d'une coupole. Une source prend naissance au niveau des fondations sud-est de la cella ; celles-ci sont constituées de grands blocs non jointifs de manière à pouvoir capter l'eau. Le portique périphérique qui l'enveloppe, au lieu d'épouser la même forme, comme c'est généralement le cas, représente une croix grecque dont chaque branche mesure plus de 10 m de large. La branche Est de ce périphérique établit la liaison entre l'entrée de la cella et celle du péribole du temple. Une colonnade d'environ 8 m de haut, supportée par le mur du portique, soutient les toits à deux pans de chaque branche. Par comparaison avec d'autres temples de Gaule, une hauteur totale de 23 m pour l'ensemble est possible.
Une série de quatre portiques délimite un péribole de forme sensiblement carrée (79 × 76 m) et d'une superficie de près de 4 000 m2 ; le sol des quatre portiques et celui de la galerie du temple se trouvent surélevés de près d'un mètre par rapport à celui de la cour. La partie est de cette enceinte, par trois escaliers, donne accès qu'aux deux galeries latérales ainsi qu'à un porche débouchant sur l'esplanade qui conduit à la cella ; la galerie ouest semble fermée par un mur, extérieurement comme côté cour, accessible par le portique nord et par une porte donnant directement sur l'extérieur ; les portiques nord et sud sont probablement ouverts sur la cour par une colonnade comparable à celle de la galerie du temple.
Un souterrain relie, en diagonale, le temple à l'angle sud-est du péribole. Se prolongeant à l'extérieur jusqu'à un bassin, il semble avoir pour fonction le drainage de la cella et de la galerie du temple.

### Le théâtre

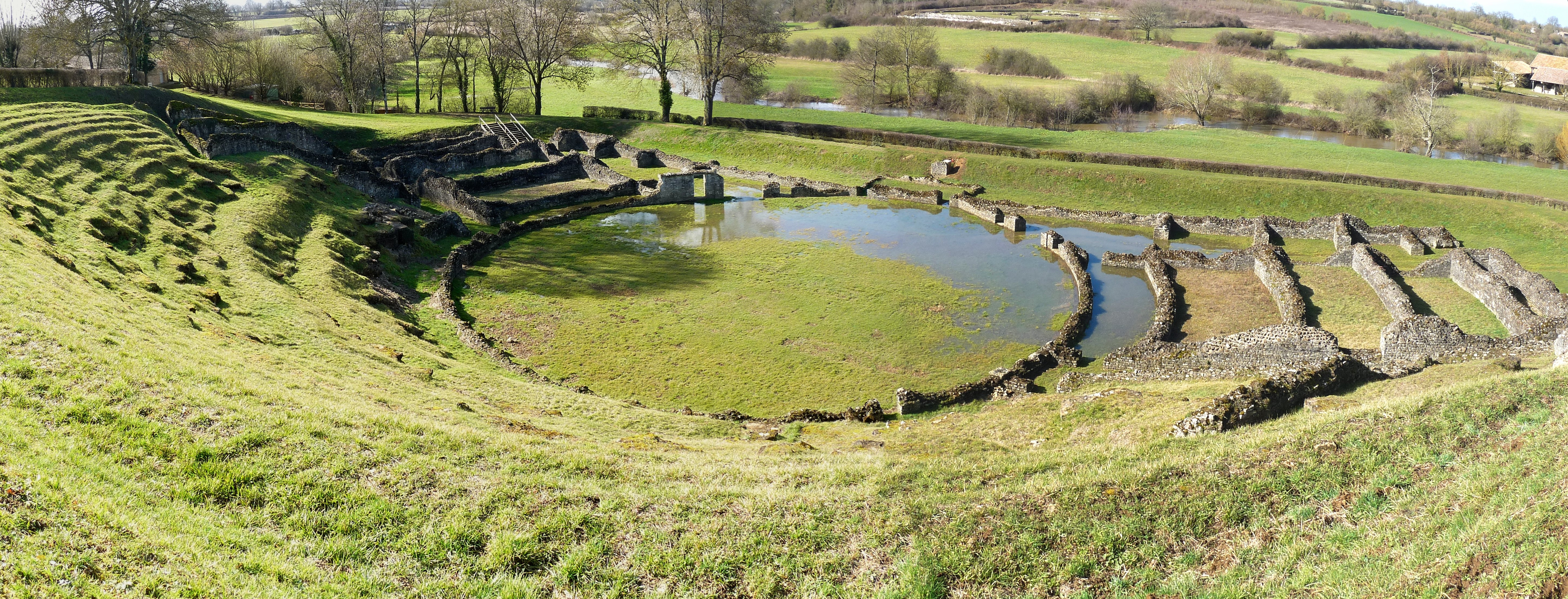
Le théâtre, vue vers la Vonne en arrière-plan.

Contrairement à la plupart des autres aménagements du site, le théâtre est implanté sur la rive droite de la Vonne, beaucoup plus abrupte. Cette disposition a permis de limiter les travaux de maçonnerie lors de la construction, en adossant la cavea à la pente naturelle du terrain. En forme de demi-cercle outrepassé, sa largeur de 89 m lui permet d'accueillir près de 6 600 spectateurs. Les murs du théâtre supportaient des gradins en bois mais une petite loge d'honneur maçonnée, disparue, devait exister. La cavea domine une orchestra circulaire de près de 20 m de diamètre et une petite scène prend place sur le bord opposé de l'orchestra.
Sa cavea semi-circulaire mais son orchestra circulaire rattachent le théâtre de Sanxay au groupe des édifices de spectacles dits « ruraux », associant les caractéristiques architecturales des théâtres et des amphithéâtres, comme à Drevant (Cher) ou Grand (Vosges) en milieu rural ou encore Lutéce en milieu urbain.
Lors des fouilles du XIXe siècle, 143 fragments d'inscriptions avaient été découverts. Plus de cent d'entre eux ont été perdus et les textes auxquels ils appartenaient ne sont pas restituables; bien que retrouvés sur place, rien n'atteste qu'ils proviennent bien du théâtre. En outre, les fouilles du XIXe siècle ont bouleversé la stratigraphie des sols du théâtre, rendant difficile l'interprétation des observations plus récentes.

### Le sanctuaire des eaux

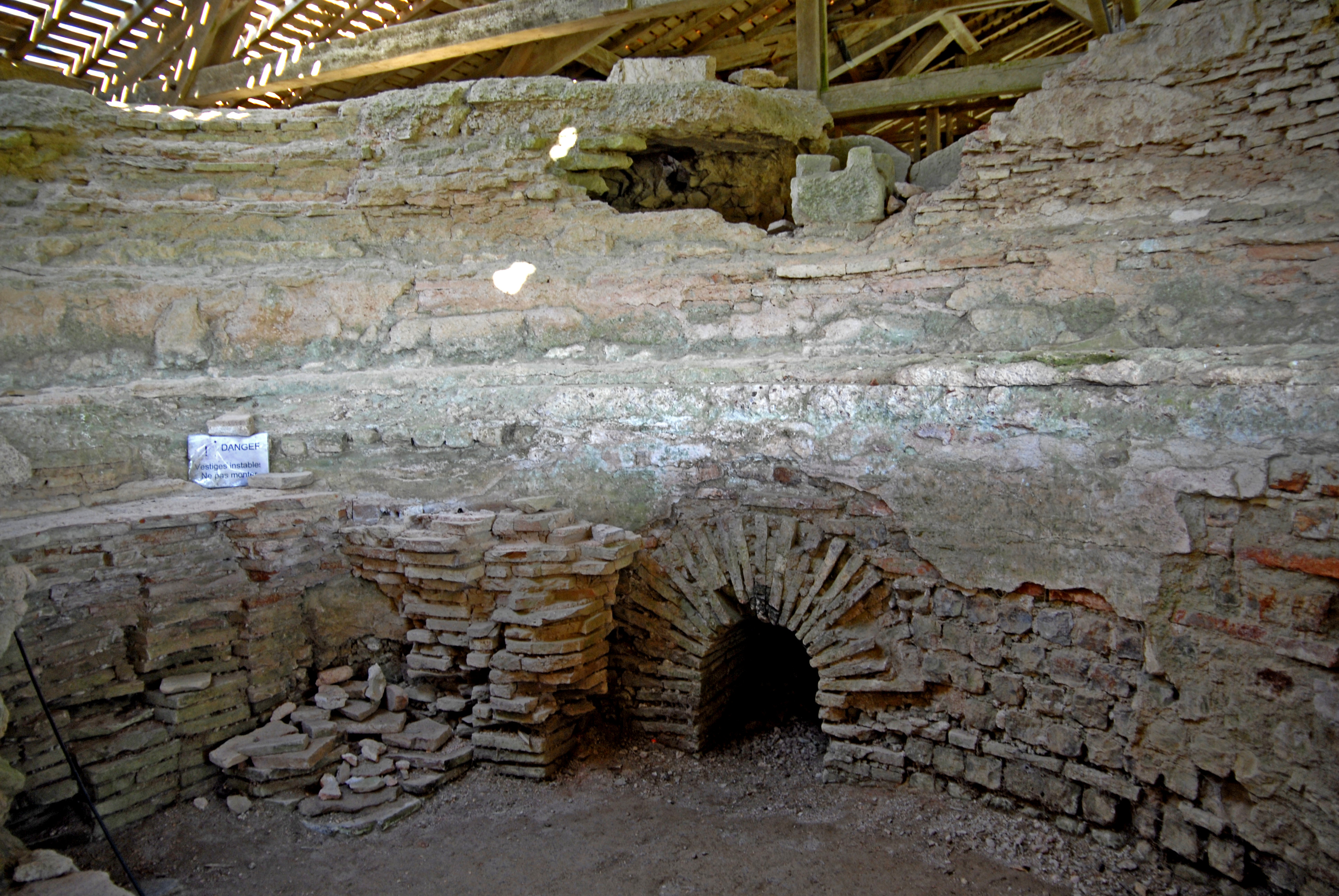
Une piscine d'eau chaude des thermes (états V et postérieurs).

Cet ensemble de bâtiments a connu de nombreux bouleversements car pas moins de huit états successifs ont été mis en évidence. Seule sa partie orientale a été observée en détail, la partie ouest, remblayée, échappant aux fouilles.
Le premier état témoigne de la présence d'un temple dont seul le péribole, comportant trois niches ayant peut-être abrité des statues, est en partie conservé. Ce péribole est ensuite agrandi et une salle, interprétée comme la cella d'un temple, est construite. Deux cellae mitoyennes sont édifiées par la suite (26,60 × 14,80 m, soit 90 × 50 pieds romains au total), disposition très rare ; les différentes interprétations proposées à ce temple et à ses aménagements intérieurs renvoient à un culte des eaux guérisseuses.

Le sanctuaire thermal de Sanxay (états VI et VII).

Les cinq dernières campagnes de modifications traduisent l'évolution du sanctuaire vers une fonction thermale. Dans un premier temps (état IV), deux thermes, qui ne communiquent pas, sont construits au nord-est et à l'ouest du grand temple. L'absence de certaines composantes habituelles des thermes romains, comme le frigidarium, non attesté dans le bâtiment du nord-est laisse à penser que l'établissement ne fonctionne pas comme des thermes classiques, mais qu'il est plutôt destiné à accueillir des curistes. Au IIe siècle (état V), les établissements thermaux sont agrandis par la reconversion des deux anciennes cellae du temple en piscines chaudes dont les bassins, l'un rond et l'autre carré, occupent la presque totalité de l'espace disponible, rendant difficile la circulation des curistes. Un VIe état, non daté, voit l'agrandissement vers l'est de l'ancien temple reconverti en thermes, avec la construction d'un nouveau bassin et de communications avec les autres salles. Ce bassin est ensuite surélevé et d'autres salles sont remaniées (état VII). Un VIIIe et dernier état, ne reposant que sur les relevés de fouilles du XIXe siècle, se caractérise par la construction, au nord-est du site, d'une enfilade de petites pièces correspondant à des thermes au fonctionnement plus « classique ». Dès lors que le site s'est orienté vers sa fonction thermale, les différents ajouts de pièces se sont accompagnés du maintien des aménagements précédents dans leurs fonctions initiales.

### Bâtiments enfouis et objets mobiliers
Outre les trois ensembles de constructions toujours visibles, le fouilles de 1881-1883 ont révélé la présence de nombreux autres bâtiments sur une surface avoisinant les 20 ha. Ces vestiges n'ont généralement, pas été détruits ; ils sont ré-enfouis à l'issue des fouilles quand la jouissance des terrains a été rendue à leurs propriétaires. Il s'agit pour la plupart d'habitations ; certaines sont privées mais la grande taille de plusieurs autres incite à les assimiler à des hôtelleries fréquentées par les pèlerins du temple ou les curistes du sanctuaire. Un grand bassin, situé au sud-est du temple auquel il est relié par un souterrain, pouvait avoir une vocation fonctionnelle (collecte des eaux de drainage) mais également sacrée. À l'est du péribole du temple octogonal, une vaste esplanade, probablement sacrée, porte en son centre une construction assimilable à une tholos, signalant peut-être une tombe. Sur la rive droite de la Vonne se trouve un petit fanum carré. Cella du temple octogonal, tholos et fanum de la rive droite respectent un alignement parfait ouest-est. En bordure de la Vonne, de La Croix a identifié un bâtiment sans bassins mais aboutissant à un aménagement de berge de la rivière ; il interprète cet ensemble comme un balnéaire où les curistes se baignaient directement dans la rivière.
Lors des fouilles du XIXe siècle, de nombreux objets ont été récupérés. Une partie a malheureusement disparu mais d'autres ont pu être conservées et se trouvent au Musée Sainte-Croix de Poitiers. Parmi ces objets se trouvent des monnaies romaines (Ier au IIIe siècle), des poteries en céramique, des bijoux et des objets ménagers ainsi que des statues en bronze (Mercure) ou en terre cuite (Vénus fabriquée à Augustodunum - Autun).

## Chronologie du site
Le site de Sanxay semble être occupé dès la fin du Ier siècle av. J.-C. ; en témoignent des monnaies retrouvées sur place. C'est vers le milieu du Ier siècle de notre ère que sont construits le temple octogonal, les premiers bâtiments à l'emplacement du sanctuaire et les premières habitations « en dur ».
C'est au IIe siècle que Sanxay prend toute son importance, avec la construction du temple à double cella ; dans la foulée, l'aménagement du temple octogonal est complété et les premières installations du sanctuaire thermal sont construites ; les agrandissements se succèdent jusqu'à la fin du IIe siècle.
Sanxay semble péricliter ensuite, peut-être à cause de la crise du IIIe siècle, peut-être en raison de la montée du christianisme qui, avec Hilaire de Poitiers et Martin de Tours au IVe siècle, prend le pas sur le paganisme ; en tout cas, aucune construction n'est attribuée au IIIe siècle.
Sous la tutelle du centre des monuments nationaux, les vestiges encore visibles de Sanxay sont ouverts au public.

## Fouilles et recherches

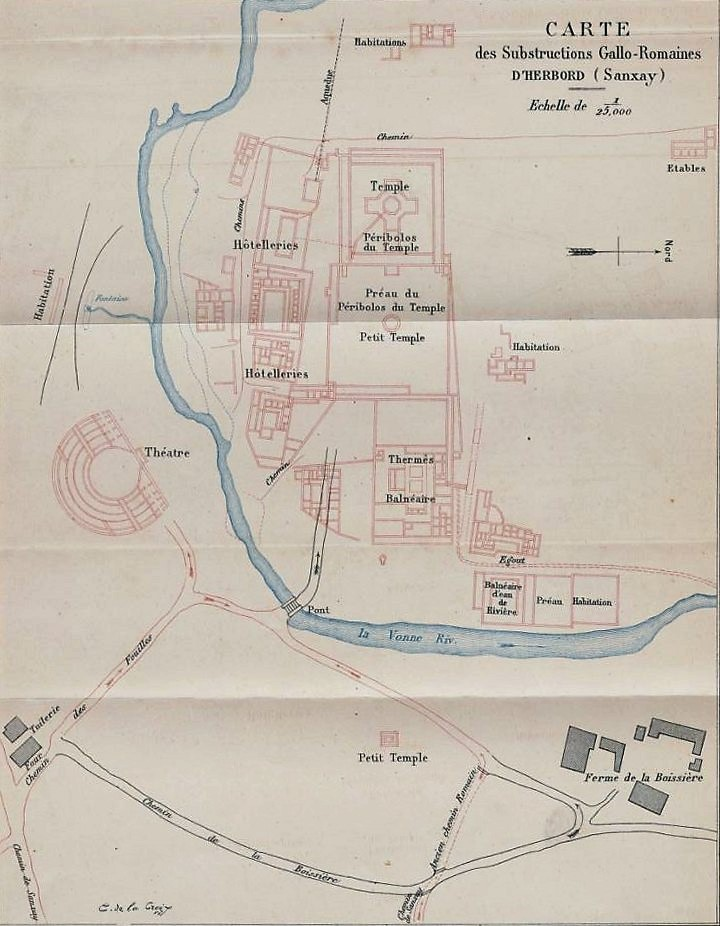
Relevé des vestiges de Sanxay par Camille de La Croix.

L'emplacement des vestiges, connu depuis longtemps, a servi de carrière de pierres mais ce n'est qu'en 1865 qu'une commission est chargée par la société des antiquaires de l'Ouest de faire les premiers relevés sur le site.
De février 1881 à octobre 1883, le père jésuite Camille de La Croix entreprend un travail systématique de déblaiement des ruines mais les terrains, simplement loués pour l'occasion, doivent être remblayés après les fouilles. Si des plans précis du site sont levés, des dessins réalisés, quelques photos prises, et une publication éditée, les techniques de fouilles alors en usage et la faiblesse de la documentation écrite conduisent à une perte importante et irrémédiable d'informations. C'est dès 1882 que plusieurs vestiges sont classés comme monuments historiques.
Certains des terrains étant acquis par l'État en 1884 et 1885, Jean-Camille Formigé puis son fils Jules commencent un relevé des ruines. Des fouilles sont effectuées dans le temple octogonal (1938) et dans le sanctuaire (1940). En 1975-1976, le sanctuaire des eaux, jusque là considéré comme un établissement thermal classique, fait l'objet de sondages.
De 1985 à 1994, la mise en valeur du site s'accompagne, sous la direction de Pierre Aupert, de la reprise des fouilles archéologiques dans le sanctuaire, le temple et le théâtre ; des sondages sont également effectués au niveau des vestiges enfouis en 1883. Les résultats de ces travaux, qui conduisent entre autres à revoir la vocation des « thermes », font l'objet de nombreuses publications, dont l'ouvrage de synthèse Sanxay antique. À partir de 1998, les trois ensembles visibles, théâtre, temple et sanctuaire, font l'objet de relevés précis et de nouvelles études.